# Estação San Blas

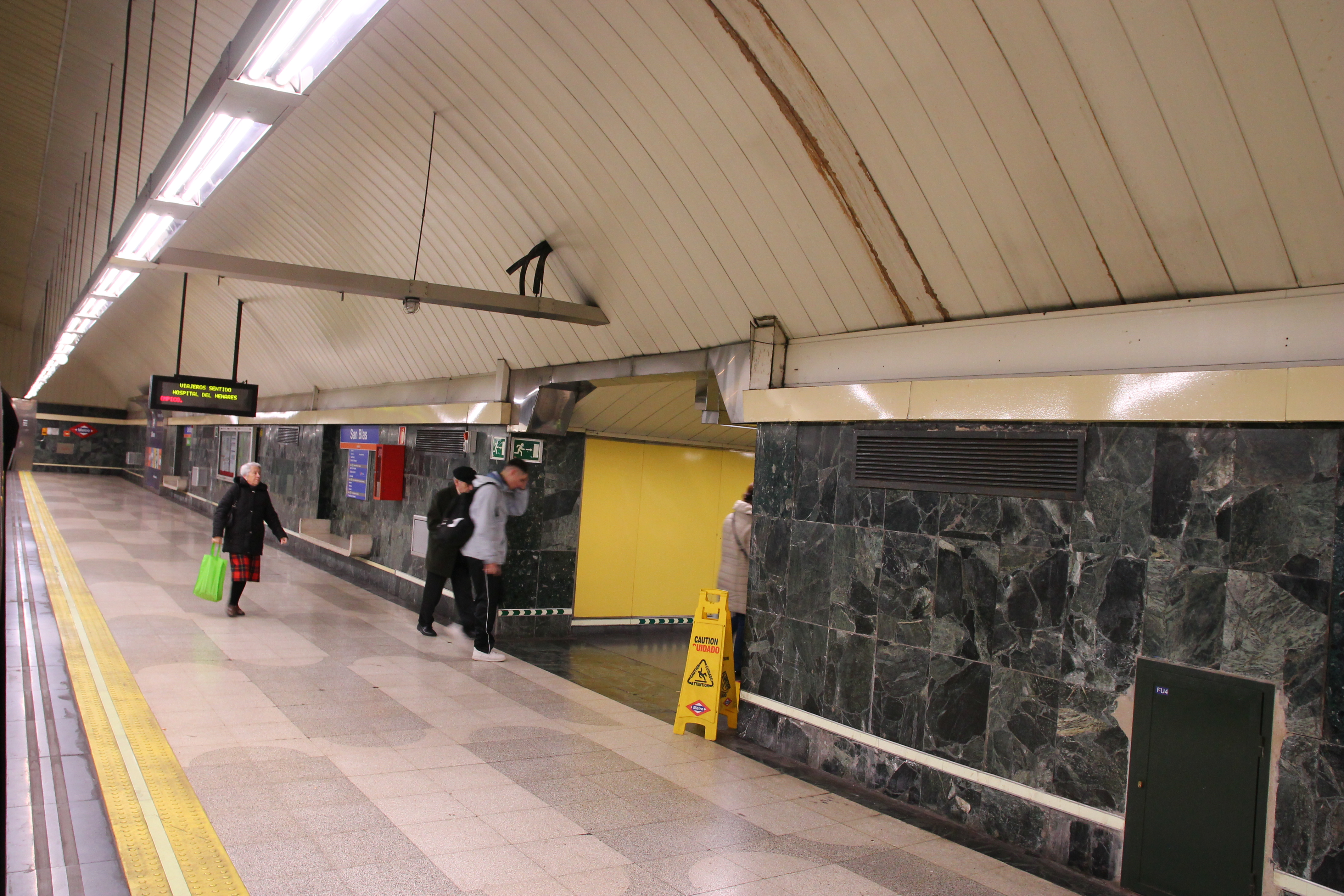
Plataforma de embarque.

San Blas é uma estação da Linha 7 do Metro de Madrid.